# Dhofar 003
Dhofar 003 — метеорит-хондрит масою 65 грам, знайдений в Омані 2 грудня 1999 року.